# 石津郡
- 令制国一覧 > 東山道 > 美濃国 > 石津郡
- 日本 > 中部地方 > 岐阜県 > 石津郡

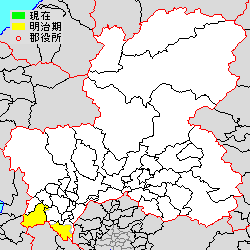
岐阜県石津郡の位置

石津郡（いしづぐん）は、岐阜県（美濃国）にあった郡。

## 郡域
多芸郡を挟んで東西で飛地状態となっていた。のちに西部が上石津郡を経て養老郡、東部が下石津郡を経て海津郡となった。
現在の以下の区域にあたるが、行政区画として画定されたものではない。
- 大垣市の一部（上石津町各町）
- 海津市の一部（南濃町戸田、南濃町徳田、南濃町庭田より南東かつ海津町福岡、海津町高須町、海津町馬目、海津町内記、海津町札野、海津町深浜、海津町江東、海津町福江、海津町古中島より南西）
- 養老郡養老町の一部（沢田・桜井）

## 歴史
855年(斉衡2年)閏4月、多芸郡の南部を割いて建郡。郡名の由来は、当地を開拓した石津連に因むと伝える。大庭、建部、桜樹、山崎の4郷。郡家は山崎郷に所在したと推測される。
江戸時代初期は高須藩（徳永家）と多良藩（関家）が存在した。後に高須藩は尾張藩支藩（尾張松平家）になり、多良藩は廃止され、交代寄合美濃衆（高木西家、高木東家の3家である高木家）の陣屋（西高木家陣屋）が設置された。

### 近世以降の沿革
所属町村の変遷は上石津郡#郡発足までの沿革、下石津郡#郡発足までの沿革をそれぞれ参照
- 「旧高旧領取調帳」に記載されている明治初年時点での支配は以下の通り。幕府領は美濃郡代が管轄。下記のほか寺社領、が存在。国名のあるものは飛地領。（1町81村）
  - 後の上石津郡域（37村） - 幕府領（美濃郡代）、旗本領、大垣藩、今尾藩[2]、尾張名古屋藩
  - 後の下石津郡域（1町44村） - 幕府領（美濃郡代・大垣藩預地）、高須藩、大垣藩、尾張名古屋藩
- 慶応4年
  - 4月15日（1868年5月7日） - 幕府領・旗本領が笠松裁判所の管轄となる。
  - 閏4月25日（1868年6月15日） - 笠松裁判所の管轄地域が笠松県の管轄となる。
- 明治初年 - 領地替えにより名古屋藩領の一部が笠松県の管轄となる。
- 明治3年12月23日（1871年2月12日） - 高須藩が廃藩。領地は名古屋藩領となる。
- 明治4年
  - 7月14日（1871年8月29日） - 廃藩置県により、藩領が名古屋県、大垣県、今尾県となる。
  - 11月22日（1872年1月2日） - 第1次府県統合により、全域が岐阜県の管轄となる。
- 明治7年（1874年）9月 - 馬飼村が中島郡川東村と合併して中島郡馬飼村となる[3]。
- 明治8年（1875年）11月 - 高柳古新田・高柳新田・小坪新田が安八郡大牧村と合併して多芸郡大巻村となる。
- 明治12年（1879年）2月18日 - 郡区町村編制法の岐阜県での施行により、多芸郡を挟んだ西側21村の区域に上石津郡が、東側32村の区域に下石津郡が、それぞれ行政区画として発足。同日石津郡消滅。

## その他
- 多芸郡を挟んで東西で飛び地状態となっていた。飛び地はそれぞれ上石津郡と下石津郡となった。上石津郡は西側の山間部、下石津郡は東側の平野部に相当する。上石津郡は養老郡上石津町（現大垣市の一部）、下石津郡は海津郡海津町（現海津市の一部）にほぼ相当する。
- 上石津郡と下石津郡に分割された後、上石津郡は多芸郡と統合されて養老郡に、下石津郡は海西郡と統合されて海津郡となり、どちらも短期間で消滅している。